# Stadtbefestigung Hannover

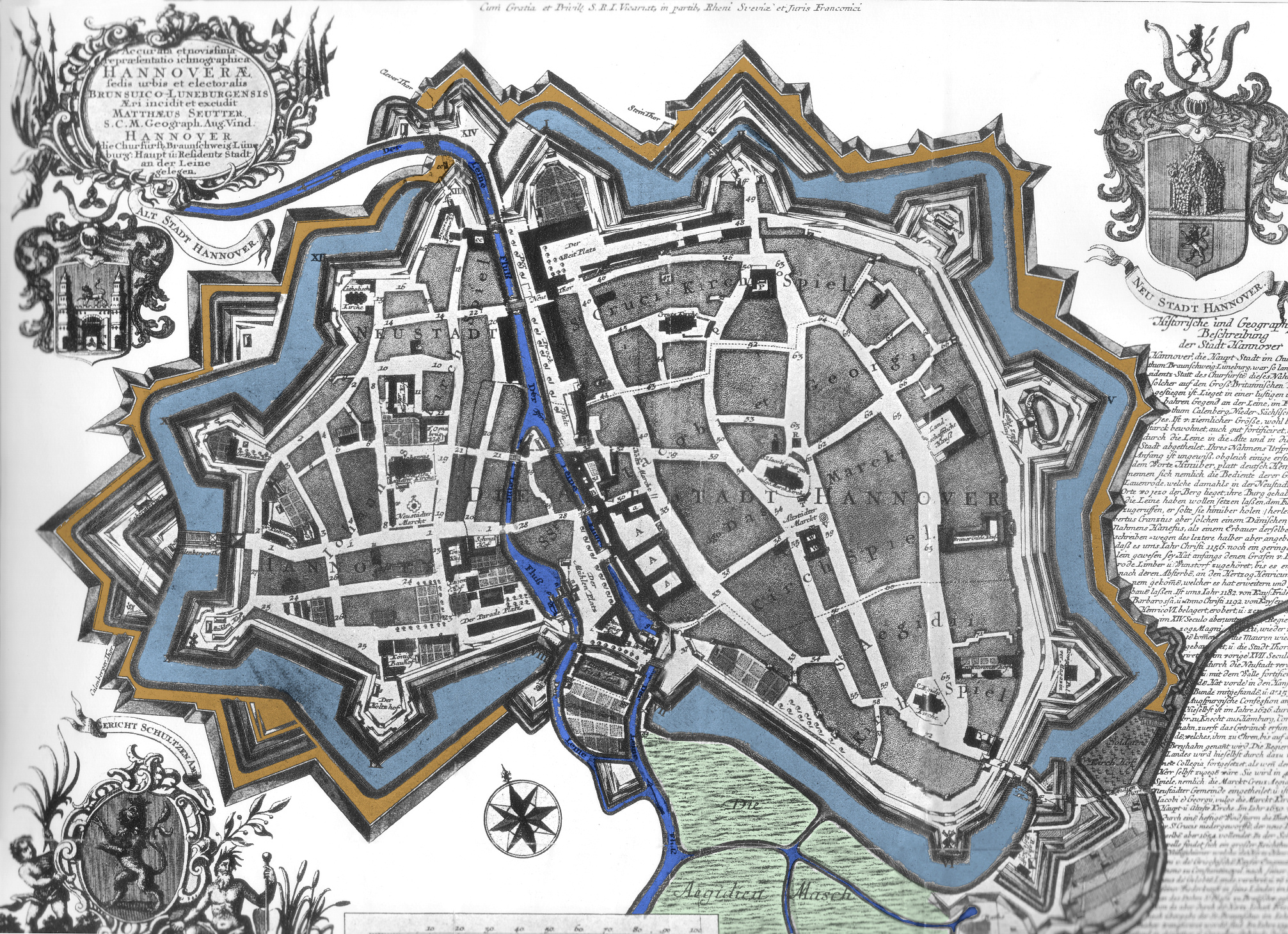
Hannover 1745 als sternförmige Festungsstadt mit Schanzen, Bastionen und Wassergräben. Westlich der Leine die einbezogene Calenberger Neustadt, Wälle der Stadtbefestigung und Wasser nachträglich koloriert

Modell der Stadt Hannover um 1689, nahezu höchste Ausbaustufe der Befestigung

Die Stadtbefestigung Hannover war ein System von Verteidigungsanlagen der Stadt Hannover in der Zeit von etwa 1200 bis 1800. Die im Mittelalter entstandene Stadtbefestigung umschloss die damalige Stadt, die heutige Altstadt. Zu ihr gehörte eine um 1300 entstandene Stadtmauer mit Mauer- und Tortürmen sowie Stadttoren, wovon kaum noch Reste vorhanden sind. Von der im Vorfeld der Stadt gelegenen Hannoverschen Landwehr zeugen noch Gräben, Wälle und Warttürme. Die nahezu höchste Ausbaustufe der Stadtbefestigung war Anfang des 17. Jahrhunderts als Bastionärsbefestigung nach niederländischem Vorbild erreicht. 1646 wurde die Calenberger Neustadt als vorgelagerter, neuer Stadtteil in die sternschanzenförmige Anlage einbezogen. Im Siebenjährigen Krieg bis 1763 nochmals reaktiviert, begann unmittelbar danach die Schleifung der Befestigungsanlagen in Ermangelung eines militärischen Wertes und zur Raumgewinnung für neue stadtplanerische Vorhaben.

## Stadtmauer

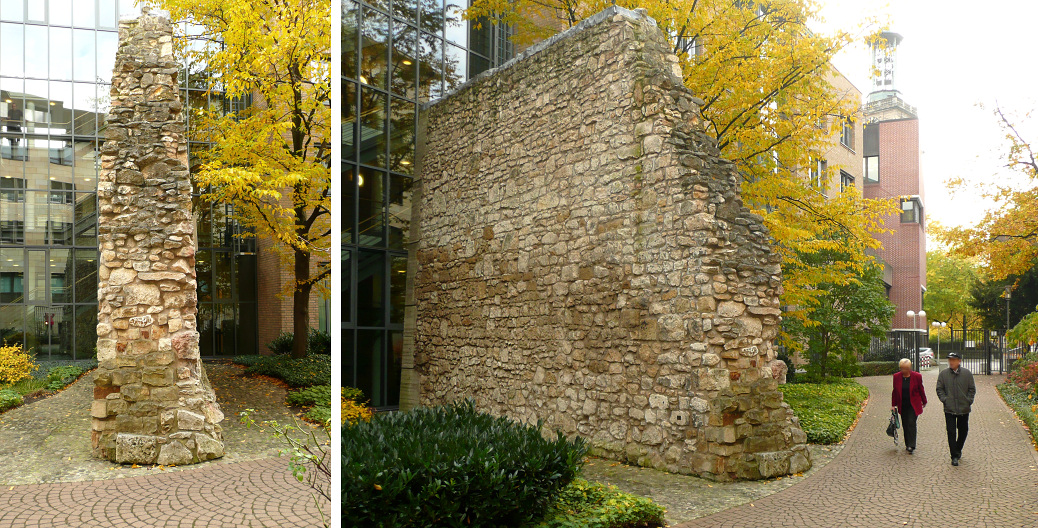
Rest der Stadtmauer

Die Stadtmauer entwickelte sich aus der um 1150 entstandenen Befestigung mit Wall, Palisade und Graben. Im 13. Jahrhundert erfolgte die Verbreiterung und Vertiefung des Grabens sowie Ersetzung der Palisade durch eine Mauer.
Erstmals urkundlich erwähnt wird eine im Bau befindliche Stadtmauer durch Herzog Otto 1297. Der Ausbau zum geschlossenen Mauerring hat sich wahrscheinlich hingezogen, ist aber Mitte des 14. Jahrhunderts anzunehmen. Wie eine Urkunde von 1314 berichtet, gab es zu dieser Zeit Verhandlungen des Herzogs mit der Stadt zum Abbruch von 30 Häusern am Steintor, die die Befestigungsanlagen störten. Während des Mittelalters hatte die Mauer eine Länge von fast 1,8 km. Nach dem Einbeziehen der Calenberger Neustadt Mitte des 17. Jahrhunderts war die Mauer etwa 2,8 km lang. Außerhalb der Stadtbefestigung lag im 13. und 14. Jahrhundert auf dem gegenüber liegenden Ufer der Leine die Burg Lauenrode, die 1371 durch Schleifung verschwand.

### Mauerkonstruktion
Die Mauer war 7 bis 8 m hoch und trug zum Schutz gegen Witterungseinflüsse auf der Mauerkrone eine Abdeckung. Die Mauerstärke betrug am Boden etwa 1,2 m und an der Krone etwa 0,8 m. An der Außenseite gab es zur Stützung Schrägstreben. Als Baumaterial diente Kalkbruchstein vom nahegelegenen Lindener Berg, von dem Berechnungen zufolge etwa 13.000 m³ verbaut wurden. An der Innenseite der Mauer führte zu ebener Erde ein Wächtergang entlang; ein Wehrgang in der Höhe ist nicht nachgewiesen.

### Stadttore und Durchlässe

Steintor 1689 mit Torturm und äußeren Torgebäuden

Ursprünglich gab es vier Stadttore, die dem Verkehr als Durchlässe dienten und jeweils von einem viereckigen Torturm überbaut waren. Anfangs waren es hölzerne Tore, die ab dem 13. Jahrhundert durch steinerne Tore ersetzt wurden. Auf das Baumaterial Stein weist der Name des Steintores hin.
- Steintor im Norden: 1314 erstmals erwähnt, 1741 abgetragen
- Leintor im Westen: 1340, 1798 abgetragen
- Aegidientor im Südosten: 1300, 1748 abgetragen
- Brühltor: 1646 beseitigt wegen Eingliederung der Calenberger Neustadt

Um 1650 kamen noch das Clevertor und das Calenberger Tor hinzu.
Die Stadttore erhielten um 1500 im Vorfeld der Stadtmauer weitere Befestigungsanlagen. Sie schützen den Durchlass durch den vorgelagerten Wall. Dazu entstanden Torgebäude, neben denen sich jeweils ein runder Zwingerturm befand.
Neben den Stadttoren gab es in der Stadtmauer Mauerdurchlässe. Sie dienten dazu, die Verteidigungsanlagen und Wälle außerhalb der Stadt auf kurzem Wege erreichen zu können. Im 18. Jahrhundert entstanden weitere Mauerdurchbrüche als Pforten, da die Mauer ihre Verteidigungsfunktion verloren hatte.

### Mauertürme

Mauerturm mit Stadtmauerrest 1890 am Loccumer Hof, Wirtschaftshof des Klosters Loccum

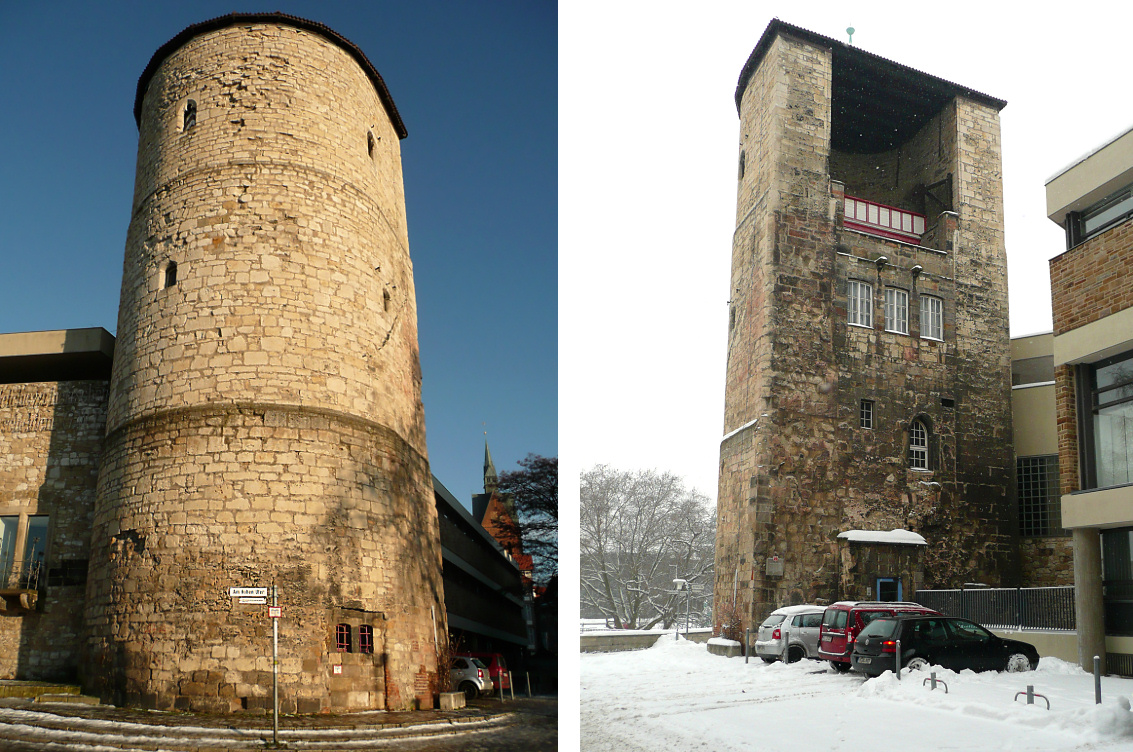
Beginenturm mit Stadtmauerrest, links Vorderseite, rechts Rückseite offen als Schalenturm

Zur Sicherung der Maueranlage wurden eine Reihe von Türmen gebaut. Insgesamt entstanden 34 Mauertürme im Verlauf der Mauer. 1352 wurden erst vier Mauertürme erwähnt, später standen die vielen Türme teilweise nur 30 m voneinander entfernt. Die älteren Türme wurden aus Steinquadern errichtet. Sie hatten eine Halbkreisform und waren zur Stadt hin offen. Die jüngeren Türme waren rechteckig und bestanden aus Ziegelsteinen. 1357 entstand der dreigeschossige Beginenturm als der mächtigste Turm der Stadt mit 3 m starken Mauern. Er ist noch heute vorhanden. Zunächst wurde der Turm als De nye Torn (Der neue Turm) bezeichnet. Später wurde er nach dem klosterähnlich betriebenen Haus der Beginen benannt, in dessen Garten er sich befand.
Um 1930 bestanden noch Reste von 4 Mauertürmen, heute sind nur noch der Beginenturm am Hohen Ufer und der Borgentrickturm im ehemaligen Gebäude der Volkshochschule Hannover vorhanden. Der Turm ist nach dem Ölmüller Cord Borgentrick benannt, der am 24. November 1490 von diesem Turm aus einen Überfall auf die Stadt vereitelte.

## Wall und Graben

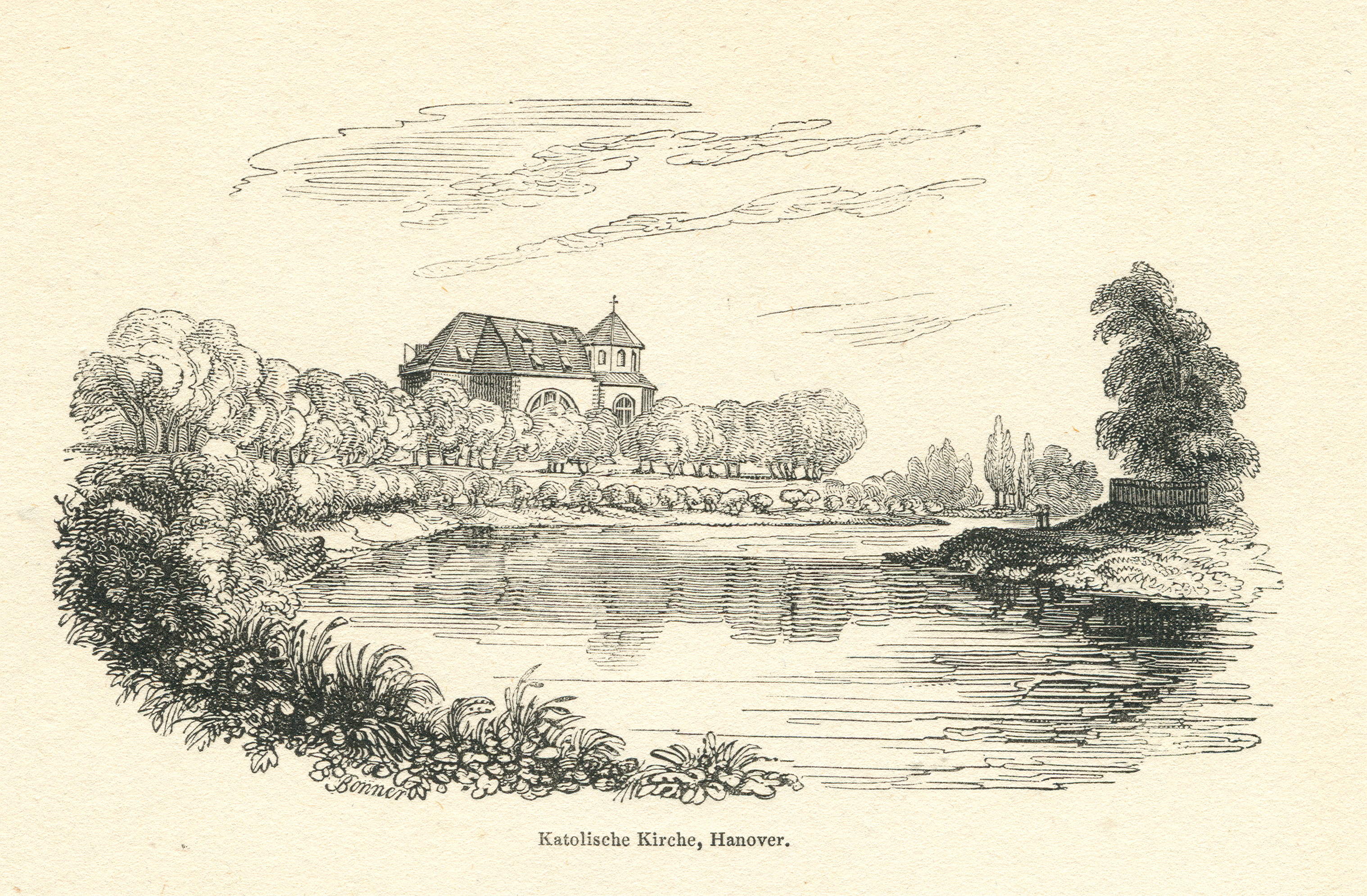
Wallgraben der ehemaligen Stadtbefestigung;
Holzstich von George Wilmot Bonner, um 1830

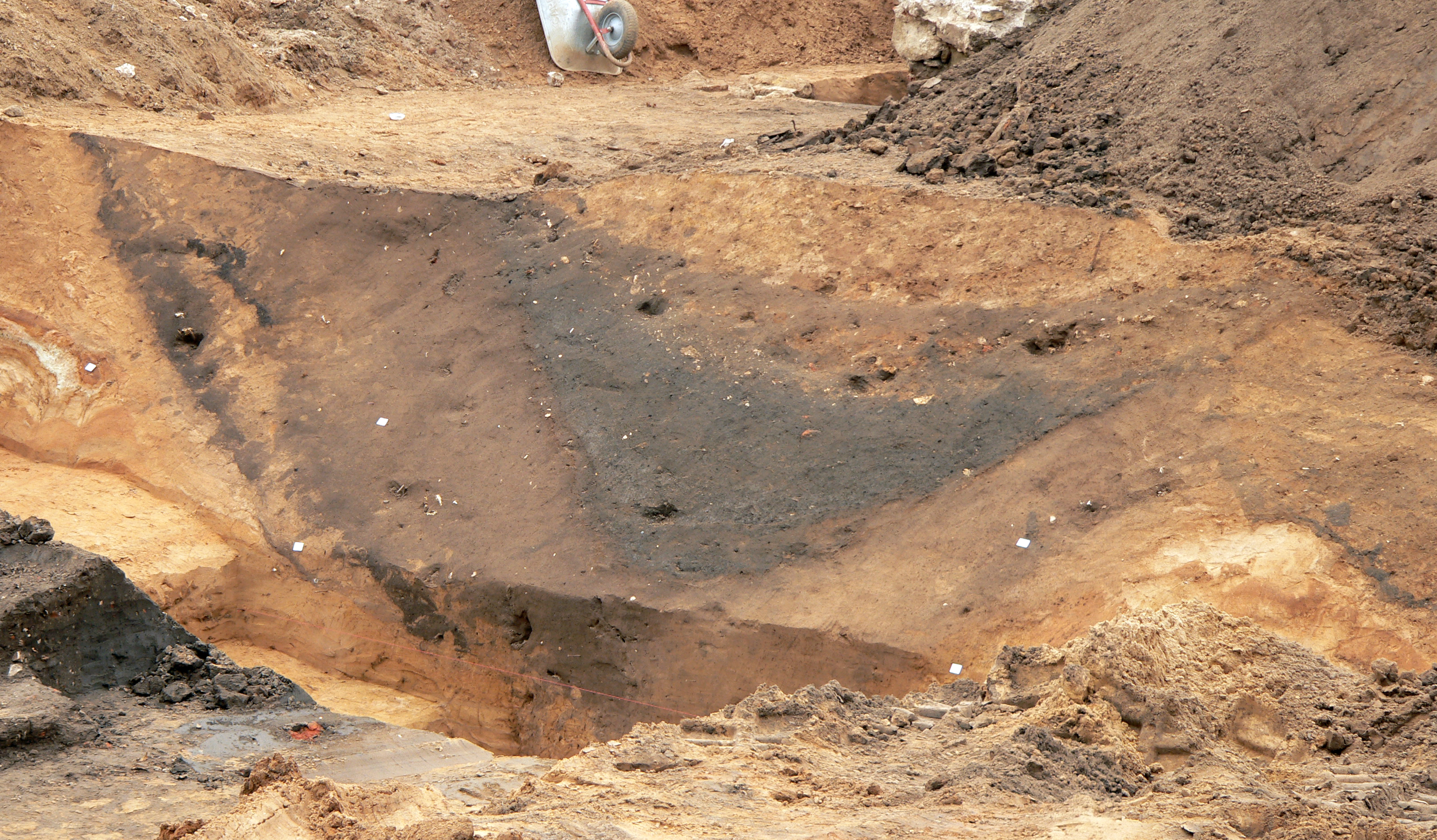
Verfüllter Abschnitt des mittelalterlichen Stadtgrabens, durch Ausgrabung freigelegt, 2016

Die einstigen Wall- und Grabenanlagen sind bei der Schleifung der Verteidigungsanlagen Ende des 18. Jahrhunderts weitestgehend zerstört worden. Archäologische Untersuchungen von 1926 ergaben, dass es anfangs einen Wall gab, der der Stadtmauer in 25 m Abstand vorgelagert war. Er stammte aus dem Bodenaushub für ein doppeltes Grabensystem mit einem inneren und einem äußeren Graben, das Teile der Stadt umgab. Es wird von 13 m breiten Gräben ausgegangen. In ihnen sammelte sich nur Regenwasser, da sie für eine Wasserzufuhr aus der Leine zu hoch lagen. Das Grabensystem erübrigte sich im Westen und Süden der Stadt, da dort die Leine und ihre feuchte Niederung Leinemasch Schutz boten.

## Landwehr und Vorposten

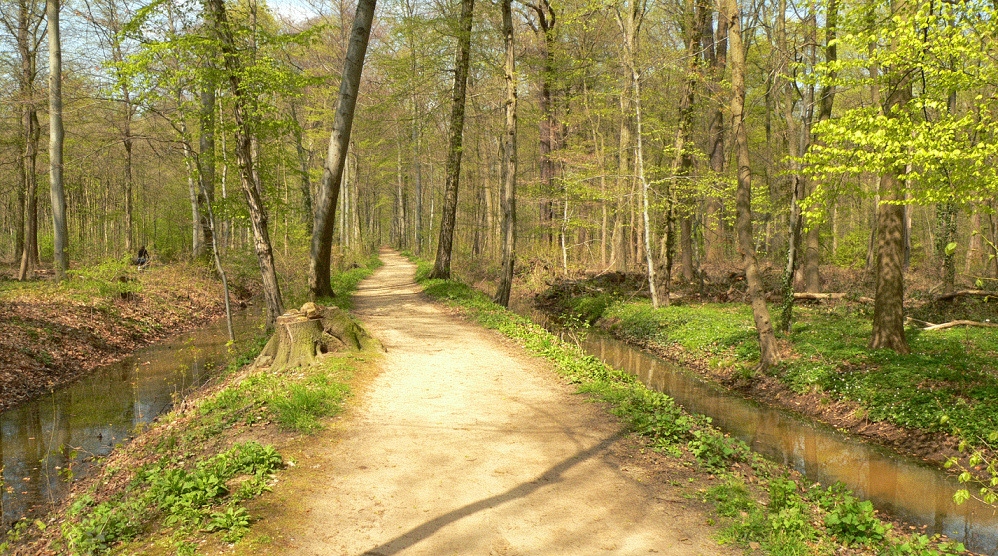
Graben- und Wallrest der Hannoverschen Landwehr in der Eilenriede

Als die Stadtmauer bereits stand, wurde das Vorgelände der Stadt Mitte des 14. Jahrhunderts durch eine Landwehr gesichert. Sie entstand an den Grenzen der Bannmeile der Stadt und bestand aus einem heckenbestandenen Wall mit Graben. An den Straßendurchgängen gab es Warttürme und -häuser, die sich bis heute als Ausflugsgaststätten erhalten haben. Vermutlich umgab die Landwehr die gesamte mittelalterliche Stadt, Reste finden sich heute nur im östlichen Teil im Stadtwald Eilenriede.

## Ausbau des Befestigungssystems
Die Weiterentwicklung der Artillerie führte im 15. Jahrhundert zum Ausbau der Stadtbefestigung. Dazu entstand im Norden und Osten ein 35 m breiter Graben, die anderen Seiten waren von der Leine und ihren Niederungen geschützt. Im Stadtbereich erhielte das Ostufer der Leine einen Wall, das daher als das Hohe Ufer bezeichnet wurde.
Ab 1632 wurde die Stadtbefestigung zu einer Bastionärsbefestigung nach niederländischem Vorbild ausgebaut.
Die Stärke der Befestigung beruhte dann nicht mehr auf der Stadtmauer, sondern auf Wall und Graben vor der Mauer. Dazu zog man breite Wassergräben und polygonale Erdwälle mit der Ausbildung von Kurtinen, Ravelins und Glacis. 1646 wurde der neu vorgelagerte Stadtteil Calenberger Neustadt in die Festung mit einbezogen. Der Wall um die Altstadt hatte acht Bastionen:

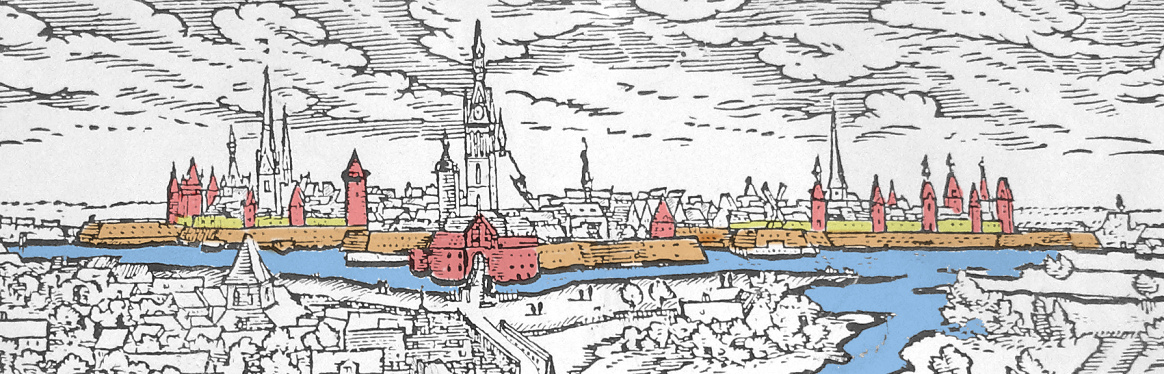
Befestigungsanlagen (eingefärbt) von Hannover um 1636 mit gelber Stadtmauer, braunen Wällen, blauen Wassergräben und roten Mauertürmen sowie Bastionen
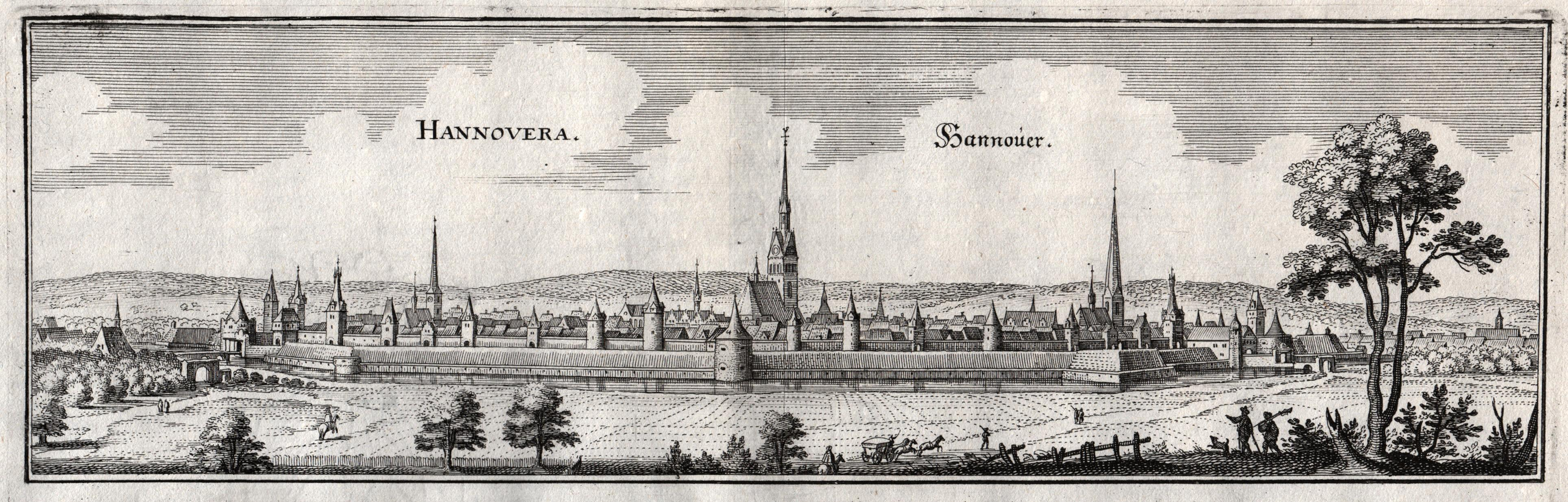
Hannover vom Nordosten gesehen, schwer befestigt mit Wassergraben, Wall und Stadtmauer mit Mauertürmen; 1641 erstmals veröffentlichter Merian-Stich

- Bastion hinterm Reithause
- Bastion vor dem Steintor
- Norder-Bothfelder-Bastion
- Bastion hinterm neuen Hause
- Süder-Bothfelder-Bastion
- Windmühlen-Bastion
- Bastion auf dem Himmelreiche
- Bastion hinterm Archiv

Vorgelagerte Norder-Bothfelder-Bastion 1689

Die Neustadt war in ihrem Wall durch sechs Bastionen gesichert:
- Bastion hinterm Holzhof
- Calenberger Tor- und Windmühlenbastion
- Bastion hinter Grafen Platens Hof
- Bastion hinter der röm.-kath. Kirche
- Bastion vor dem Clevertor
- Sparrenberg

### Letzter Ausbau im Siebenjährigen Krieg
Nach über einhundertjährigem Frieden wurde Kurhannover in den Siebenjährigen Krieg einbezogen. Frankreich suchte durch die Besetzung Kurhannovers Großbritannien zu schädigen. Die hannoverschen Festungsanlagen wurden nochmals reaktiviert.

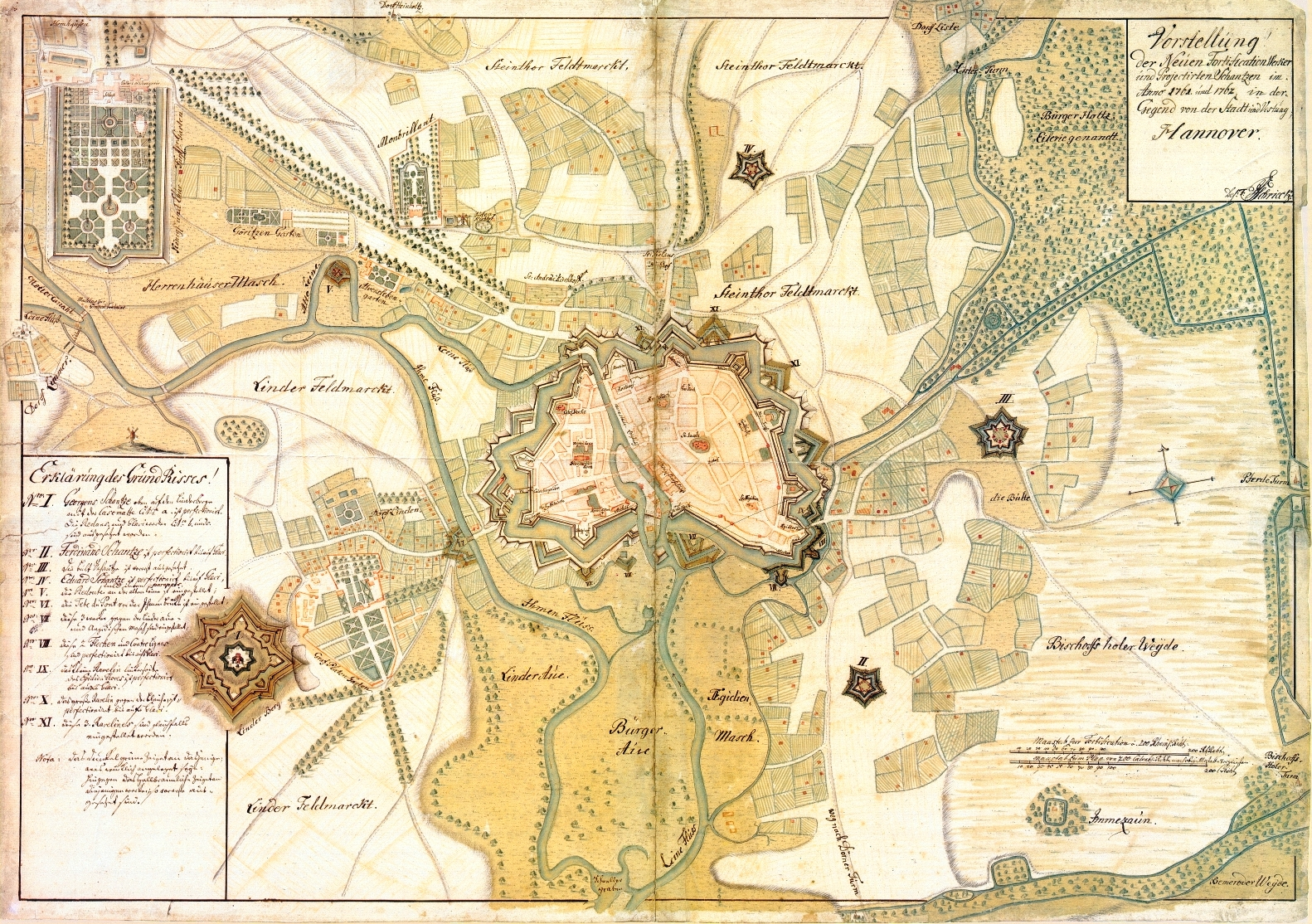
Die Festung Hannover im größten Ausbauzustand auf der Karte Vorstellung der Neuen Fortification Werker und Projectirten Schantzen, 1763

Die Maßnahmen blieben jedoch erfolglos: Nach der Schlacht bei Hastenbeck besetzten die siegreichen französischen Truppen am 9. August 1757 kampflos Hannover mit zeitweilig bis zu 20.000 Soldaten, zogen sich aber am 28. Februar 1758 wieder zurück, nachdem die Stadt eine Kontribution von 100.000 Reichstalern gezahlt hatte (u. a. durch Versteigerung von bürgerlichem Silberzeug auf dem Rathaus) und sich zur Vernichtung der städtischen Waffenvorräte verpflichtet hatte. Rund 2.200 französische Soldaten blieben als Kranke und Invaliden in der Stadt zurück.
Nach dem Abzug der Franzosen wurden weitere Verstärkungen vor allem in außen liegenden Schanzen gebaut. So entstanden vier sternförmige Erdwerke rund um die Stadt. Die größte Anlage sollte die 1761 entstandene Georgenschanze auf dem Lindener Berg werden. Gebaut wurde jedoch nur der innere Ring der Sternschanze. Weitere Schanzen waren die Eduard- und die Ferdinand-Schanze sowie eine Redoute. Ausgebaut wurden auch Schwachstellen der engeren Stadtbefestigung durch Ravelins. Die Westseite des Ihmeufers in Linden erhielt ein Befestigungswerk zum Schutz der Brücke.

## Abriss der Stadtbefestigung

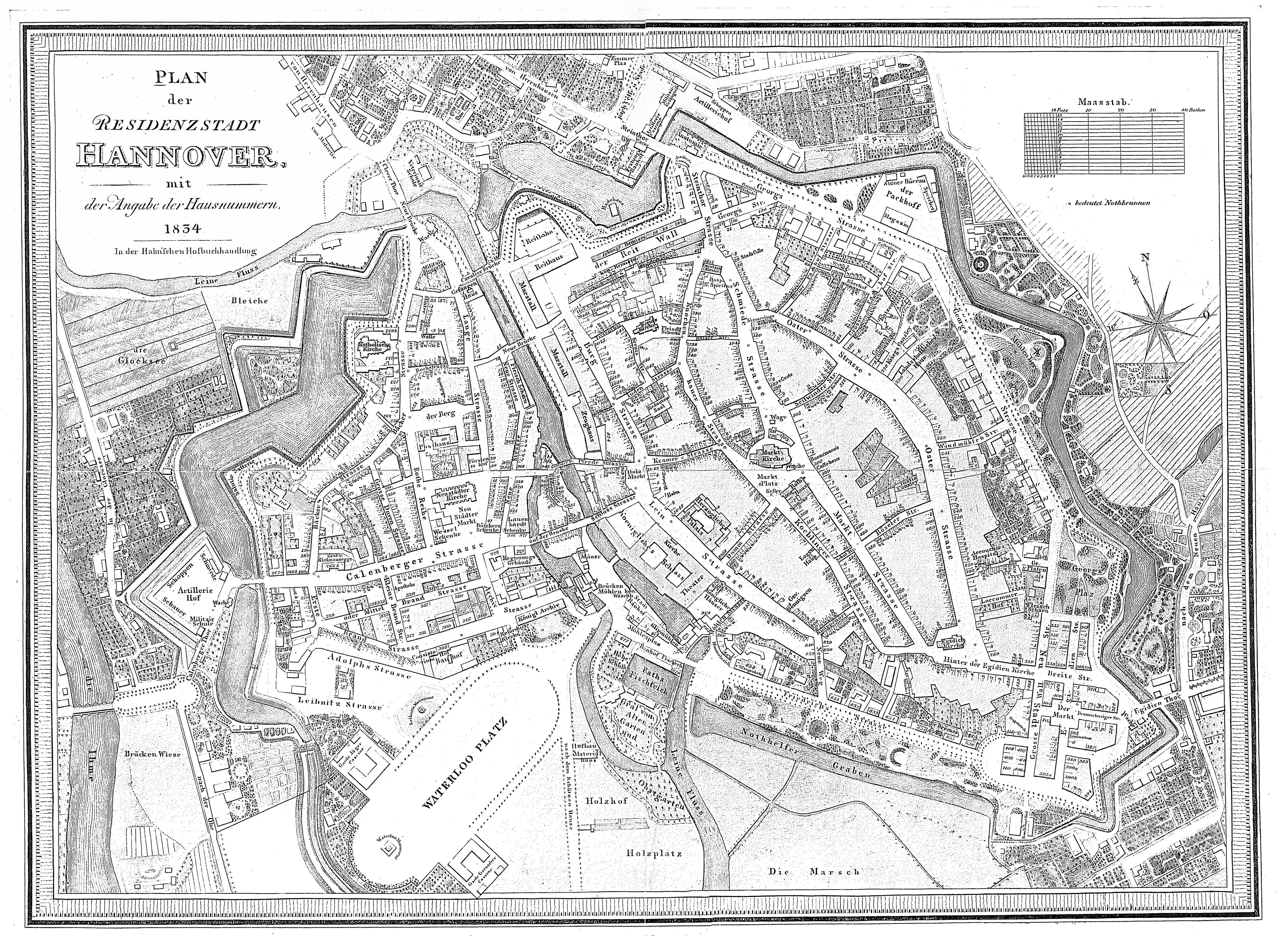
Stadtplan Hannover von 1834 mit den noch vorhandenen Ravelins

Unmittelbar nach Ende des Siebenjährigen Krieges 1763 begann die Schleifung der Festungsanlagen. Sie engten die Altstadt ein und behinderten die städtebauliche Erweiterung. Die Stadtmauer hatte seit langem ihre militärische Funktion eingebüßt. Die Bürger hatten Mauerdurchbrüche vorgenommen und nutzten Mauertürme anderweitig. Nach dem Siebenjährigen Krieg versteigerte die Stadt als erstes Palisaden an Bürger. 1767 wurde im Süden ein Wall abgetragen um eine Esplanade anzulegen, aus der sich später der Exerzierplatz am Waterlooplatz bildete. Ab 1780 erfolgte die systematische Niederlegung, indem Wälle abgetragen und mit deren Erdreich Gräben zugeschüttet wurden. Auf den so entstandenen flachen Wallpromenaden legte man Baumalleen an oder es entstanden neue Straßenzüge, wie 1783 der Friedrichswall und 1787 die Georgstraße, wo Mitte des 19. Jahrhunderts die Ernst-August-Stadt entstand. Auch die Außenwerke und Torbauten wurden abgebrochen. Einzelne Teile der Stadtmauer wurden beim Bau von Gebäuden eingezogen.

## Heute noch erhaltene Reste

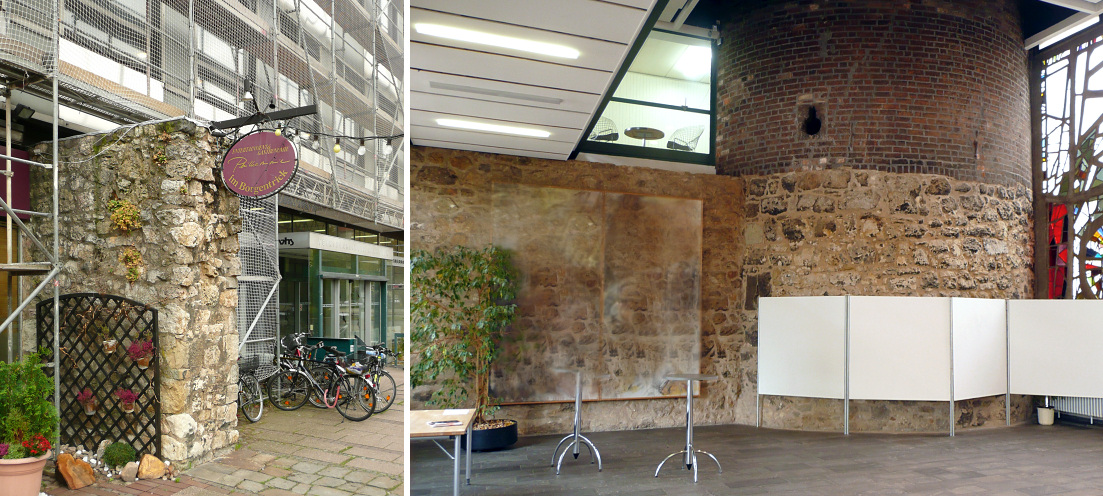
Stadtmauerrest und Borgentrick-Turm innerhalb und außerhalb des ehemaligen Hauptgebäudes der Volkshochschule

Nur noch an wenigen Stellen finden sich heute oberirdisch sichtbare Reste der Stadtmauer und der Mauertürme, von unterirdischen Fundamentresten ist dagegen an vielen Stellen auszugehen. Bis zum Zweiten Weltkrieg haben sich vor allem auf Hintergrundstücken Überreste erhalten. Durch Bombardierungen bei den Luftangriffen auf Hannover sowie Abriss in der Nachkriegszeit (Ära Hillebrecht) wie der des (erhaltenen) Stadtmauerturms am Loccumer Hof – er wurde 1952 (nach Verkauf des östlichen Teils des Grundstücks) beim Erweiterungsbau der Landeszentralbank abgebrochen – trat ein bedeutender Substanzverlust ein.
Heute gibt es fünf Stellen mit erhaltenen Resten von Stadtmauer und Mauertürmen:
- Beginenturm[3] mit Mauerstück als Teil des heutigen Historischen Museums an der Leine
- Ehemaliges Hauptgebäude der Volkshochschule Hannover (Theodor-Lessing-Platz, früher „Knappenort“) mit Stadtmauer außen und Stadtmauer mit Rest des alten Borgentrick-Turms innen[4]
- Fußgängerdurchgang vom Georgsplatz zur Osterstraße neben der Bundesbank[5];
- Hinterhöfe zwischen Oster- und Georgstraße
- Hinterhöfe zwischen Friedrichswall und Ebhardtstraße

Ein letzter Rest einer wasserbautechnischen Einrichtung der Stadtbefestigung ist eine Bähre an der Leine am Friedrichswall. Es handelt sich um eine 20 m lange Ufermauer aus Steinquadern mit einem Sieltürmchen. Das frühere Siel regulierte den Wasserstand zwischen Leine und Stadtgraben.

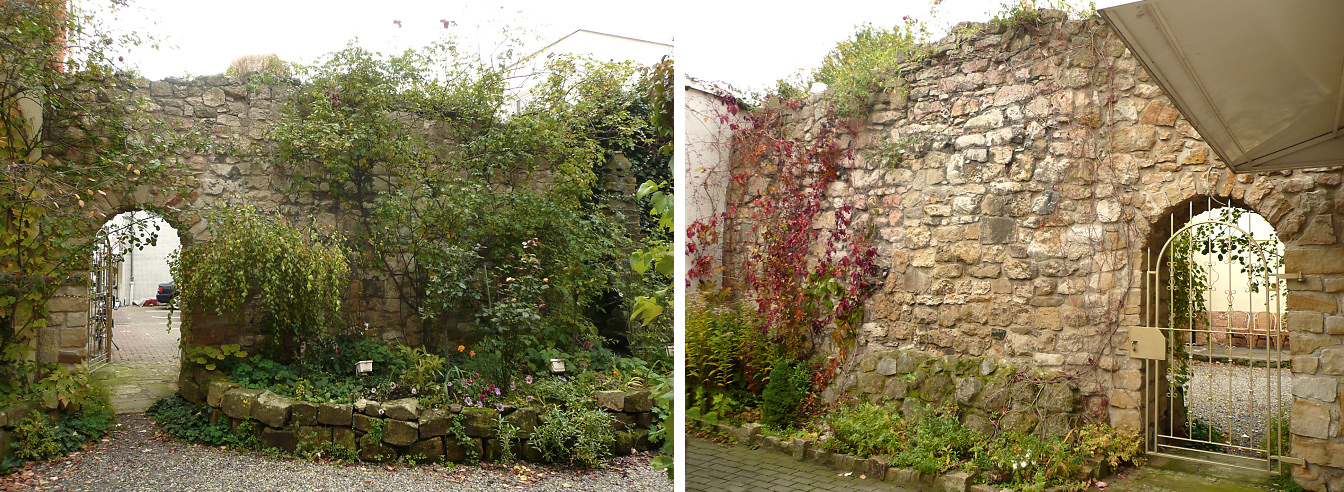
Stadtmauerrest zwischen Oster- und Georgstraße, links Außenseite, rechts Innenseite
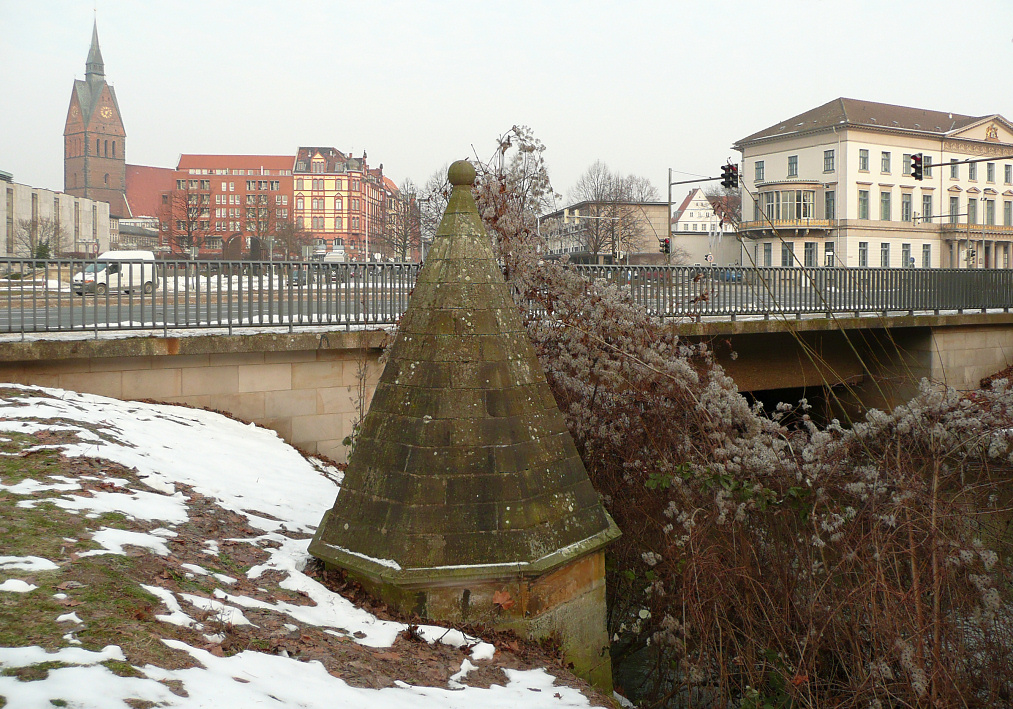
Sieltürmchen an Verbindungsstelle von Leine und ehemaligen Stadtgraben
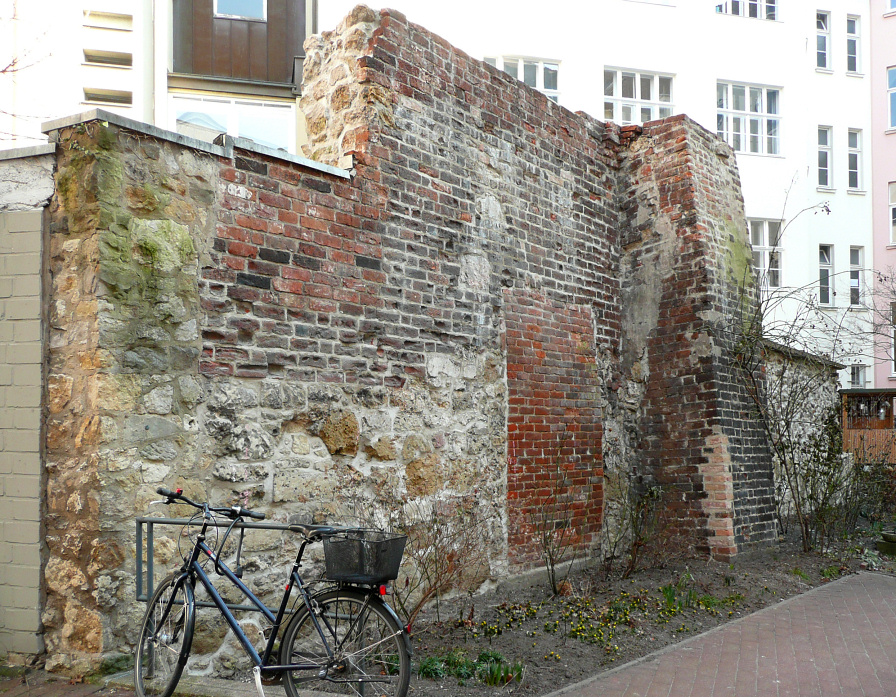
Mauerrest zwischen Ebhardtstraße und Friedrichswall
1915 noch bestehender Stadtmauerturm Neuer Weg